# Sydney International Regatta Centre
Das Sydney International Regatta Centre ist eine Regattastrecke, die sich in Castlereagh bei Penrith in der Metropolregion Sydney befindet.

## Geschichte
Anlässlich der Olympischen Sommerspiele 2000 in Sydney wurde 1995 auf einem ehemaligen Steinbruchgelände das 196 Hektar große Sydney International Regatta Centre errichtet, wovon 98 Hektar Wasserfläche sind. Auf dem Grund wurden insgesamt über 50.000 einheimische Wasserpflanzen gepflanzt. Die Strecken werden größtenteils durch den Nepean River gespeist. Am Rand der Strecke befindet sich eine von Woods Bagot entworfene überdachte Zuschauertribüne mit 1000 Plätzen. Die Wettkampfstrecke misst 2300 m in der Länge, verfügt über 9 Bahnen mit jeweils einer Breite von 13,5 m. Darüber hinaus gibt es eine weitere Strecke zum Aufwärmen mit 1500 m Länge und 170 m Breite. Die Regattastrecke ist ringsum von einem Weg für Fahrradfahrer und Fußgänger umgeben.
Von 2009 bis 2018 war das Sydney International Regatta Centre Veranstaltungsort des Musikfestivals Defqon.1. Im Mai 2012 fanden auf der Strecke die UIM-Motorbootweltmeisterschaften statt.